# Dorfkirche Merzdorf (Baruth/Mark)

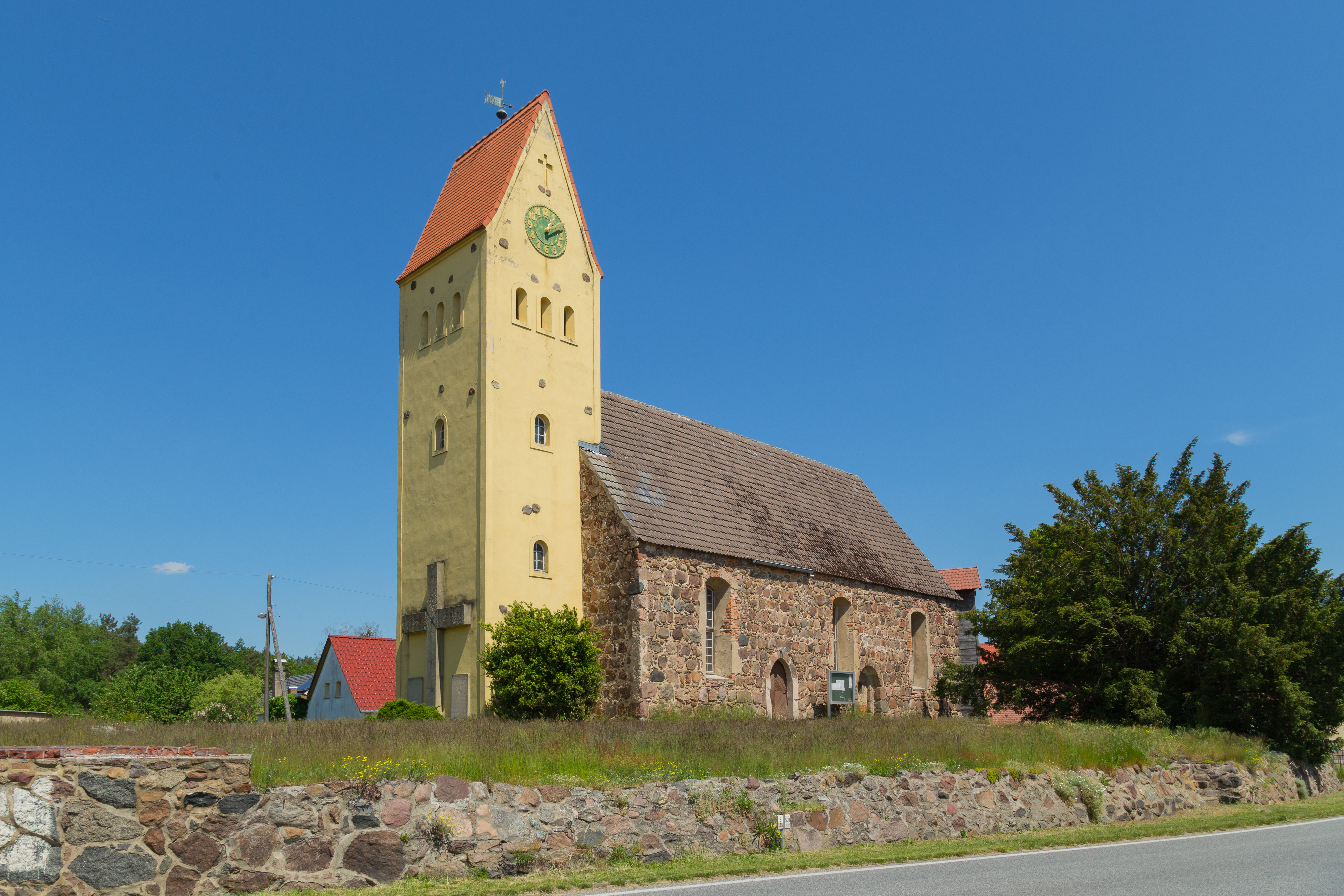
Die Dorfkirche

Die evangelische Dorfkirche Merzdorf ist eine spätgotische Feldsteinkirche in Merzdorf, einem Ortsteil der Stadt Baruth/Mark im Landkreis Teltow-Fläming in Brandenburg, Deutschland.

## Geschichte
Der Bau stammt aus dem 15. Jahrhundert. Über die weitere Geschichte des Sakralbaus ist bislang nicht viel überliefert. Ein barocker Umbau erfolgte im 17. Jahrhundert. Vermutlich zu dieser Zeit errichtete die Kirchengemeinde einen hölzernen Glockenturm. Aus einer Chronik ist überliefert, dass ein Turm im Jahr 1784 reparaturbedürftig war. Im Jahr 1930 errichtete die Kirchengemeinde den steinernen Westturm.

## Architektur
Die Saalkirche wurde aus Feldsteinen errichtet. Sie sind vergleichsweise gleichmäßig behauen, jedoch nur an der Nord- und Südseite des Kirchenschiffs regelmäßig geschichtet. Am östlichen Giebel fehlt diese Regelmäßigkeit. Die Steine dort sind unbehauen und lose mit Mörtel verbunden. In der Ostwand ist ein spitzbogenförmiges Fenster eingelassen, das eine ursprünglich vorhandene Dreifenstergruppe ersetzt. Die ehemals gotischen Öffnungen wurden im 17. Jahrhundert korbbogenförmig erweitert. Auf der Südseite des Kirchenschiffs befinden sich zwei spitzbogige Stufenportale.

## Ausstattung
Das Kirchenschiff ist in seinem Inneren mit einer flachen Balkendecke verkleidet, die auf das Jahr 1690 datiert ist. Aus demselben Jahr stammt die Hufeisenempore. Der Kanzelaltar stammt aus dem Ende des 17. Jahrhunderts. Er ist mit Akanthusblättern verziert und mit einem Kreuz bemalt. Auf dem Altar steht eine spätgotische Kreuzigungsgruppe, dessen Ursprung laut einem Kirchenführer „unklar“ ist. Die übrige Kirchenausstattung ist im ländlichen barock gehalten. An der Ostwand ist eine Sakramentsnische eingelassen. Die Glocke im Turm wurde im Jahr 1479 gegossen. Weiterhin existiert eine mechanische Turmuhr.